# Eksploatacja podpoziomowa
Eksploatacja podpoziomowa – pojęcie związane z prowadzeniem eksploatacji w wyrobiskach położonych poniżej najniższego poziomu wydobywczego. Złoże przy takiej eksploatacji jest przygotowane do wybrania pochylnią w której jest prowadzone świeże powietrze w kierunku upadu. Jest to niekorzystny sposób eksploatacji z uwagi na zagrożenie pożarowe oraz metanowe. Taki sposób eksploatacji spowodowany jest kosztami związanymi z koniecznością pogłębiania szybu wydobywczego.